# Her Donkey Love
Her Donkey Love est un film américain réalisé par Charles Avery, sorti en 1917.

## Fiche technique
- Titre original : Her Donkey Love
- Réalisation : Charles Avery
- Photographie : O.G. Hill
- Production : Mack Sennett
- Société de production : Keystone
- Société de distribution : Keystone
- Pays d’origine :  États-Unis
- Langue originale : anglais
- Format : noir et blanc — 35 mm — 1,37:1 — Film muet
- Genre : Comédie
- Durée : une bobine - 300 m
- Date de sortie :
  - États-Unis : 26 août 1917
- Licence : domaine public

## Distribution
- Hugh Fay
- Vivian Edwards
- Howard Knoth
- Eve Southern